# HD 93129A
HD 93129 là một ngôi sao dạng O với khối lượng 94 lần Khối lượng Mặt Trời trong chòm sao Thuyền Để.